# Bruce Jay Friedman

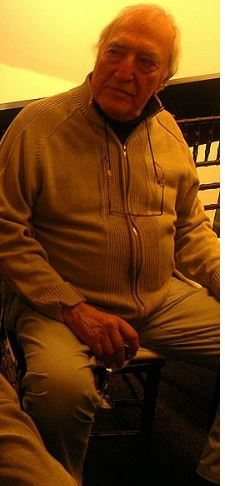
Bruce Jay Friedman (2014)

Bruce Jay Friedman (* 26. April 1930 in New York City; † 3. Juni 2020 ebenda) war ein US-amerikanischer Schriftsteller und Drehbuchautor.

## Leben
Friedman ging an der DeWitt Clinton High School in der Bronx zur Schule und absolvierte ein Bachelor-Studium für Journalismus an der University of Missouri. Im Anschluss diente er zwei Jahre in der United States Air Force. In den 1950er und 1960er Jahren arbeitete er als Redakteur (editor) für vier verschiedene men’s adventure magazines. Nebenher schrieb er an Kurzgeschichten und ab den frühen 1960er Jahren war er ganz als Autor tätig. Er verfasste auch mehrere Theaterstücke und war gelegentlich auch als Drehbuchautor aktiv. Als Schauspieler war er in Nebenrollen in Ehemänner und Ehefrauen (1992) und e-m@il für Dich (1998) zu sehen.
Die Beteiligung an dem Drehbuch zu Splash – Eine Jungfrau am Haken brachte ihm 1985 gemeinsam mit seinen Koautoren eine Oscar-Nominierung in der Kategorie Bestes Originaldrehbuch ein. Außerdem wurden sie von den National Society of Film Critics für das Beste Drehbuch ausgezeichnet.
2011 veröffentlichte er mit Lucky Bruce seine Lebenserinnerungen. Freundschaften verbanden ihn mit den Schriftstellern Mario Puzo und Joseph Heller.
Von 1954 bis 1978 war er mit dem Model Ginger Howard verheiratet. 1983 heiratete er ein zweites Mal. Friedman war Vater von vier Kindern.

## Filmografie (Auswahl)
- 1972: Pferdewechsel in der Hochzeitsnacht (The Heartbreak Kid, literarische Vorlage)
- 1980: Zwei wahnsinnig starke Typen (Stir Crazy)
- 1983: Dr. Detroit
- 1984: Splash – Eine Jungfrau am Haken (Splash)
- 1998: e-m@il für Dich (You’ve Got Mail)
- 2007: Nach 7 Tagen – Ausgeflittert (The Heartbreak Kid, literarische Vorlag)

## Schriften (Auswahl)
- 1962: Stern
- 1963: Far From the City of Class
- 1974: About Harry Towns
- 1982: The Lonely Guy’s Book of Life (1984 als Ein Single kommt selten allein verfilmt)
- 1996: A Father’s Kisses
- 1997: The Collected Short Fiction of Bruce Jay Friedman
- 2000: Even the Rhinos Were Nymphos
- 2001: The Current Climate
- 2011: Lucky Bruce